# Indiska mattor

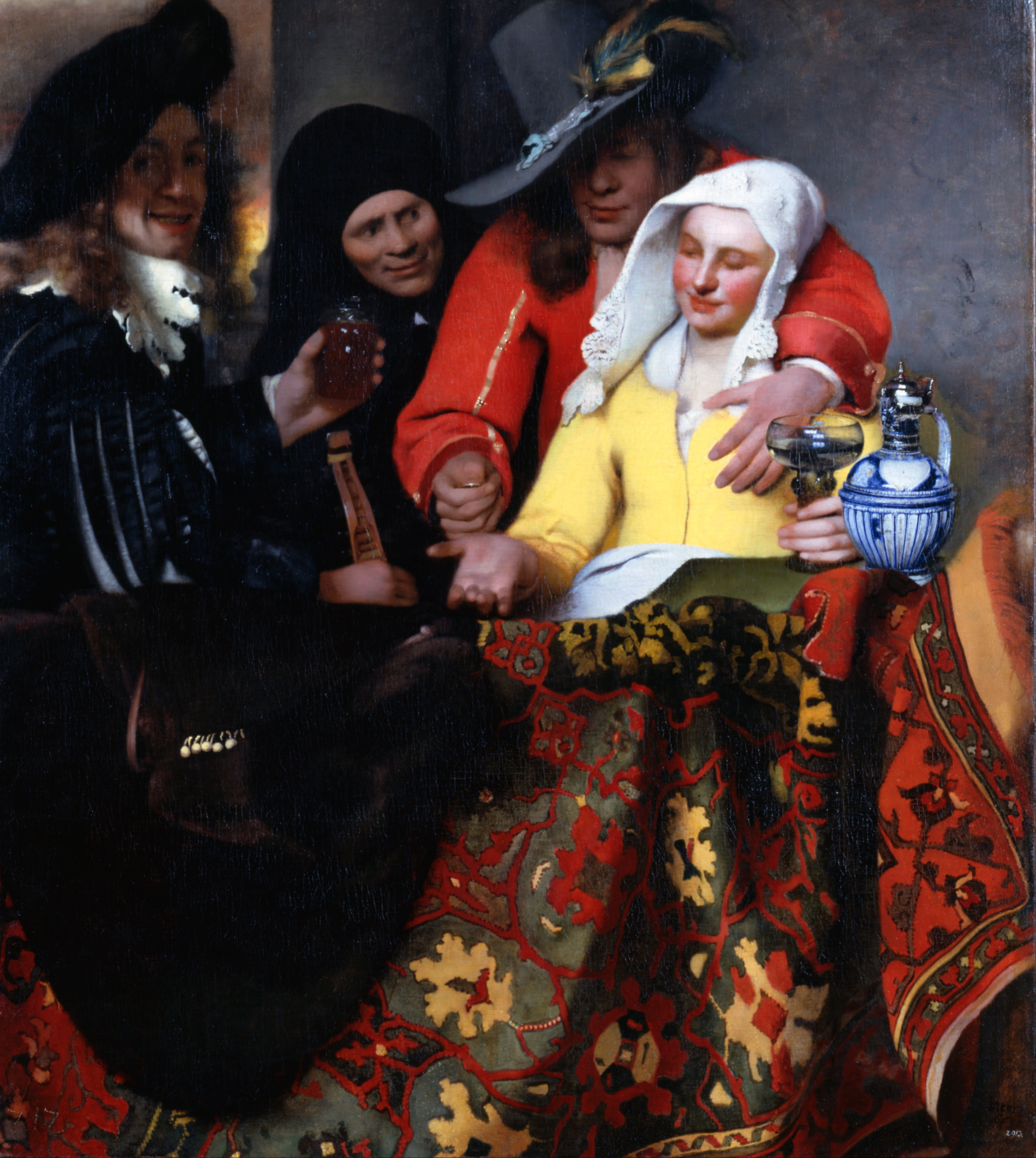
Kopplerskan av Jan Vermeer

Indiska mattor är en typ av orientaliska mattor, som tillverkas i Indien enligt en tradition från persiska mattor. Tekniken för att väva mattor kom troligen till landet genom att mogulhärskaren Akbar den store såg till att persiska mattvävare och konstnärer kom till Indien för att väva mattor till hans palats, under andra hälften av 1500-talet. 
Fram till och med 1700-talet vävdes mattor av ull och silke med persiska mönster i Indien. Under 1800-talet och fram till mitten av 1900-talet sjönk kvaliteten, utom inom viss småskalig produktion i Srinagar i Kashmir, Amritsar i Punjab och Agra i Uttar Pradesh.
Många av vävarna migrerade till det nybildade Pakistan i samband med oroligheterna vid Indiens delning 1947, men tillverkning i kommersiell I Indien fick trots detta ett uppsving därefter.

## Indo-Esfahanmattor[1]
Indo-Eṣfahānmattor var en typ av mattor som tidigare vävdes i Indien, framför allt under 1600-talet. Deras mönster är inspirerade av mattmönster från Herāt. Sådana mattor importerades till Europa, särskilt till Portugal och Nederländerna av olika östindiska kompanier. Indo-Eṣfahānmattor är avbildade i många holländska genremålningar från 1600-talet. De kombinerar ofta ett mittfält i vinrött med gränsbårder i smaragdgrönt med inslag av guldgult. De har vanligen invecklade mönster med parvis arrangerade klätterväxtblad och blomsterpalmetter, kombinerade med olika växt- och blomstermotiv.